# Erbschaft
Der Ausdruck Erbschaft oder Nachlass bezeichnet im deutschen Erbrecht die Gesamtheit der Rechtsverhältnisse, die im Erbfall als Ganzes auf eine oder mehrere andere Personen (Erben) übergehen.

## Deutschland
Der Erbe oder die Erbengemeinschaft ist Gesamtrechtsnachfolger des Erblassers (Prinzip der Universalsukzession, § 1922 Abs. 1 BGB). Die Erbschaft umfasst das gesamte aktive und passive Vermögen der verstorbenen Person und ist als solches Gegenstand des Rechtsübergangs. Neben dem Eigentum wird kraft § 857 BGB auch der Besitz auf den oder die Erben übertragen.
Im Rahmen der Nachlasshaftung müssen die Erben auch für die Nachlassverbindlichkeiten des Erblassers einstehen, siehe § 1967 BGB. Ein Erbe ist jedoch nicht verpflichtet, die Erbschaft anzunehmen. Er hat die Möglichkeit das Erbe auszuschlagen.
Sofern der Erblasser in seinem Testament einzelne Gegenstände gesondert „vererbt“, sind dies im juristischen Sinne in der Regel Vermächtnisse. Jedoch kann die Auslegung ergeben, dass der Bedachte Erbe sein soll, etwa wenn er mitsamt den anderen Erben für die Verbindlichkeiten haften soll. Es handelt sich dann um eine Erbeinsetzung zu dem dem Wert der Sache entsprechenden Bruchteil mit vorweggenommener Teilungsanordnung.
Der Nachlass als solcher ist in Deutschland nicht rechtsfähig. Er ist also kein Rechtssubjekt, sondern ein Rechtsobjekt. Der Nachlass besitzt keine gesetzlichen Vertreter; der Nachlasspfleger ist gesetzlicher Vertreter unbekannter Erben. Es kann also auch keine Forderungen gegen den Nachlass geben, sondern nur Forderungen gegen den Erben oder eine Mehrheit von Erben, die als Nachlassverbindlichkeiten bezeichnet werden.
Nach Schätzung des Deutschen Instituts für Wirtschaftsforschung wurden bzw. werden zwischen 2012 und 2027 pro Jahr bis zu 400 Mrd. Euro vererbt oder verschenkt. 2023 haben Finanzverwaltungen Vermögensübertragungen durch Erbschaften und Vermächtnisse von insgesamt 61,2 Milliarden Euro veranlagt.

## Österreich

### Nachlass
Die Erbschaft, wie sie in Deutschland genannt wird, wird im österreichischen Erbrecht als Nachlass oder (seit 2015 amtlich ausschließlich) Verlassenschaft bezeichnet. Sie setzt sich aus den Aktiva (z. B. Eigentum, Schadenersatzansprüche) und den Passiva (z. B. Kredite, Steuerschulden) zusammen.
In Österreich gibt es höchstpersönliche Rechte und Pflichten, die nicht vererbt werden können. Diese fallen daher auch nicht in den Nachlass (Führerschein, Wahlrecht etc.).
Ein offener Kredit ist sehr wohl vererbbar, Geldstrafen nur bei rechtskräftigem Urteil, nicht jedoch bei laufenden Verfahren.

### Erbrecht
Es gibt drei Erbrechtstitel, die jemanden berechtigen, zu erben: den Erbvertrag, das Testament und die gesetzliche Erbfolge.
Diese drei Berufungsgründe sind nach der „rechtlichen Stärke“ gereiht; in der Praxis dominiert jedoch in der Häufigkeit die gesetzliche Erbfolge, da in vielen Fällen kein Testament oder Erbvertrag errichtet wird.
Erbvertrag
Dieser Vertrag kann nur zwischen Ehegatten in Notariatsaktform über drei Viertel des Nachlasses geschlossen werden. Der Erbvertrag ist verbindlich und kann nur einvernehmlich abgeändert oder aufgelöst werden. Über das restliche Viertel kann frei verfügt werden; in Ermangelung eines Testaments kommt die gesetzliche Erbfolge über den im Erbvertrag nicht geregelten Teil zum Zug.
Letztwillige Verfügung
Erstellt der Erblasser ein gültiges Testament, wird der Nachlass nach diesem an die Erben aufgeteilt. Dabei ist der Pflichtteil zu berücksichtigen. Die Pflichtteilsberechtigten (Nachkommen, Eltern, Ehegatte) haben jedenfalls einen bestimmten Anteil aus dem Nachlass des Verstorbenen zu erhalten. Wurde ein Pflichtteilsberechtigter nicht im Testament bedacht, hat er einen Geldanspruch gegen den eingesetzten Erben.
Der Pflichtteil für Ehepartner und Kinder beträgt 50 % des Erbes bzw. ein Drittel bei Eltern. Über das verbleibende Erbe kann der Erblasser frei bestimmen.
Keinen Anspruch auf den Pflichtteil haben Enterbte, dafür muss jedoch (mindestens) einer der folgenden spezifischen Gründe vorliegen:
1. der Erblasser wurde in einer Notlage im Stich gelassen;
2. der betroffene Erbe wurde wegen Vorsatz zu lebenslanger oder einer mindestens 20-jährigen Haft verurteilt:
3. Führung eines sittenwidrigen Lebenswandels;
4. die eheliche Beistandspflicht wurde grob vernachlässigt;
5. Erbunwürdigkeit wegen einer gerichtlich strafbaren und mit mehr als einjähriger Freiheitsstrafe bedrohten Handlung gegen den Erblasser
6. sonstige gröbliche Vernachlässigung familiärer Pflichten;
7. verbotene Einflussnahme (Zwang, Betrug) bei der Errichtung der letztwilligen Verfügung.

Gesetzliche Erbfolge
Diese kommt zur Anwendung, wenn der Erblasser nicht, nicht gültig oder nicht über den gesamten Nachlass eine letztwillige Verfügung getroffen hat.
Sollte also kein oder nur ein ungültiges Testament vorliegen, tritt die gesetzliche Erbfolge in Kraft. Wenn im Testament nur über einen Teil des Nachlasses verfügt wurde, oder ein Erbvertrag geschlossen und über das restliche Viertel nicht testiert wurde, wird der verbleibende Teil nach der gesetzlichen Erbfolge aufgeteilt.
Gesetzliche Erben sind Personen, welche mit der verstorbenen Person in nächster Linie verwandt sind:
- Zur ersten Linie (Parentel) zählen Kinder der verstorbenen Person, sowie deren Kinder und Enkel.
- Zur zweiten Linie zählen Mutter und Vater, sowie deren Nachkömmlinge.
- Zur dritten Linie zählen Großeltern, sowie deren Kinder und Enkelkinder.
- Zur vierten Linie zählen Urgroßeltern (aber nicht mehr deren Nachkommen).

Sollte eine Person der oben genannten Linien bereits verstorben sein, so erben deren Nachkommen genau den Teil, den diese Person erhalten hätte (Repräsentation).
Ist nach der gesetzlichen Erbfolge niemand erbberechtigt, so fällt das Erbrecht dem Lebensgefährten und in weiter Folge einem etwaigen Vermächtnisnehmer zu.
Heimfallsrecht
Hat der Erblasser nicht letztwillig verfügt und sind ansonsten keine Erbberechtigten zu finden, ist der Nachlass somit erblos und fällt dem Staat als ultima ratio anheim.

### Verlassenschaftsverfahren
Im Todesfall findet ein Verlassenschaftsverfahren statt, das mit der Einantwortung abschließt.

## Großbritannien

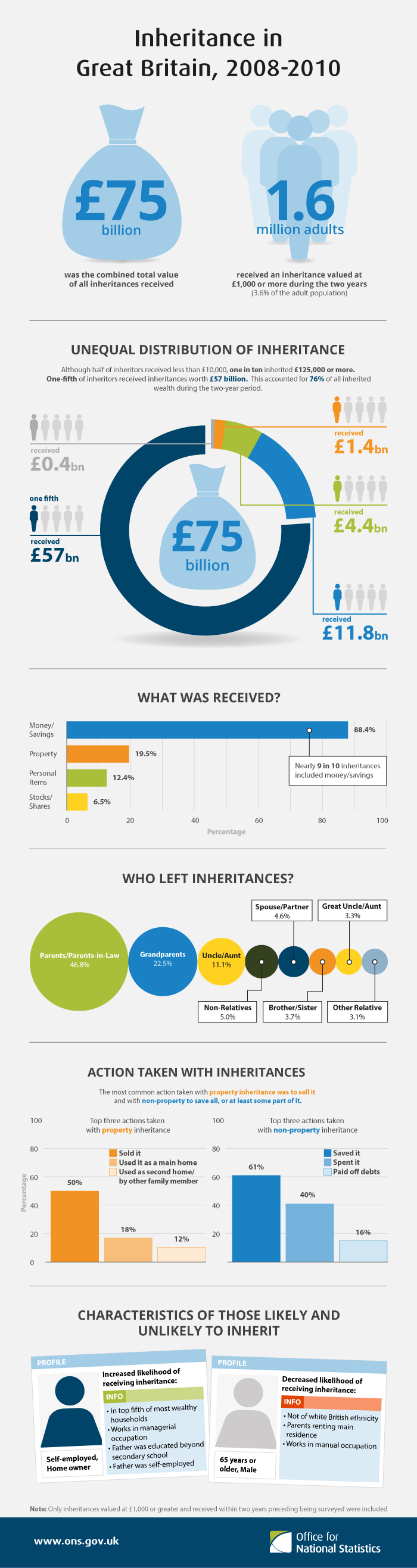
Verteilung der Erbschaft nach Größe und Maßnahmen in Großbritannien zwischen 2008 und 2010.

Ende der 2000er veröffentlichte das britische Office for National Statistics Daten zu Erbschaften in Großbritannien. 1,6 Millionen Erwachsene (3,6 %) hatten in den zwei Jahren vor der Erhebung eine Erbschaft im Wert von 1.000 GBP oder mehr erhalten. Obwohl die Hälfte der Erben weniger als £ 10.000 erhielt, erbte jeder Zehnte £ 125.000 oder mehr. Die Gesamtsumme aller im Zweijahreszeitraum eingegangenen Erbschaften wurde auf 75,0 Mrd. GBP geschätzt. Fast neun von zehn Erbschaften (88 %) bestanden zumindest teilweise aus Geld oder Ersparnissen. Immobilien waren zu 20 % Teil der Erbschaften und persönliche Besitztümer wie Schmuck oder Sammlerstücke trugen zu 12 % zu Erbschaften bei. Diejenigen, die eine Immobilie erbten, verkauften diese meistens, während beim Erben von Nicht-Immobilien diese behalten wurde. Am meisten geerbt wurde bei Personen, die landesweit gesehen bereits das höchste Vermögen hatten.

## Vereinigte Staaten von Amerika
In den Vereinigten Staaten geht der Nachlass (engl. estate) zunächst an den „personal representative“, den persönlichen Rechtsnachfolger des Erblassers über, den der Erblasser entweder in einem Testament ernannt hat („executor“) oder der von dem zuständigen Nachlassgericht bestellt wird („administrator“). Der  persönliche Rechtsnachfolger erlangt  treuhänderische Eigentumsrechte am Gesamtnachlass, die erst mit Abschluss der Auseinandersetzung des Nachlasses enden. Bis zu diesem Zeitpunkt haben die Erben keinerlei Rechte am Nachlass, sondern lediglich eine Anwartschaft.
Alle 50 US-Bundesstaaten haben ihr eigenes Erbrecht und Nachlassverfahrensrecht.

## „Grunderbe“
Als Grunderbe (besser: Grunderbschaft) wird eine Transferleistung bezeichnet, die der Staat vor allem jungen Menschen zuwenden und die den Anstoß zu einer selbstständigen Lebensführung geben soll. Dies wird in der Regel mit der ungleichen Vermögensverteilung durch Erbschaften und der damit einhergehenden Chancenungleichheit begründet. Ein Zusammenhang mit Erbschaften besteht insoweit, als das Grunderbe über Teile der Erbschaftsteuer finanziert werden soll.